# Palmópolis
Palmópolis este un oraș în Minas Gerais (MG), Brazilia.